# Nuevo Amanecer, Chiapas
Nuevo Amanecer är en ort i Mexiko.   Den ligger i kommunen Chicomuselo och delstaten Chiapas, i den sydöstra delen av landet, 800 km sydost om huvudstaden Mexico City. Nuevo Amanecer ligger 640 meter över havet och antalet invånare är 190.
Terrängen runt Nuevo Amanecer är platt åt nordost, men åt sydväst är den kuperad. Runt Nuevo Amanecer är det ganska glesbefolkat, med 26 invånare per kvadratkilometer. Närmaste större samhälle är Chicomuselo, 18,6 km sydost om Nuevo Amanecer. Omgivningarna runt Nuevo Amanecer är en mosaik av jordbruksmark och naturlig växtlighet.